# La Môle
La Môle ist eine französische Gemeinde mit 1502 Einwohnern (Stand 1. Januar 2022) im Département Var in der Region Provence-Alpes-Côte d’Azur. Sie gehört zum Arrondissement Draguignan und zum Kanton Sainte-Maxime. La Môle liegt im Massif des Maures zwischen Cogolin und Bormes-les-Mimosas. Bis zum Jahr 1949 gehörte zu La Môle die seitdem selbständige Gemeinde Rayol-Canadel-sur-Mer.

## Bevölkerungsentwicklung
- 1962: 262
- 1968: 286
- 1975: 282
- 1982: 344
- 1990: 616
- 1999: 797
- 2008: 970

## Sehenswürdigkeiten
- Château de la Mole (Schloss)

## Persönlichkeiten
- Emmanuel de Fonscolombe (1810–1875), Komponist
- Antoine de Saint-Exupéry (1900–1944), Schriftsteller, wohnte im Château de la Mole